# Partito Popolare Romano-Cattolico
Il Partito Popolare Romano-Cattolico (in olandese: Roomsch-katholieke Volkspartij - RKVP) fu un partito politico dei Paesi Bassi operativo dal 1922 al 1933.
Si caratterizzava come una forza politica cristiano-democratica e progressista.
Nel 1933 si fuse con la Lega Democratica Cattolica (Katholiek Democratische Bond - KDB) dando vita al Partito Democratico Cattolico (Katholiek Democratische Partij - KDP), dissoltosi nel 1939.

## Risultati
| Elezione         | Voti   | %    | Seggi   |
| RKVP             | RKVP   | RKVP | RKVP    |
| ---------------- | ------ | ---- | ------- |
| Legislative 1925 | 40.135 | 1,30 | 1 / 100 |
| Legislative 1929 | 23.804 | 0,70 | 0 / 100 |
| Legislative 1933 | 40.894 | 1,10 | 1 / 100 |
| KDP              |        |      |         |
| Legislative 1937 | 27.665 | 0,68 | 0 / 100 |